# Crossotus capucinus
Crossotus capucinus là một loài bọ cánh cứng trong họ Cerambycidae.